# 勒哈格瓦苏伦·奥特贡巴塔尔
勒哈格瓦苏伦·奥特贡巴塔尔（1993年1月20日—），蒙古男子柔道运动员，2014年亚洲运动会男子90公斤级铜牌得主、2018年亚洲运动会男子100公斤级铜牌得主。